# Dordrecht (Africa de Sud)
Dordrecht este un oraș din provincia Oos-Kaap, Africa de Sud.